# Spilosoma bimaculata
Spilosoma bimaculata là một loài bướm đêm thuộc phân họ Arctiinae, họ Erebidae.